# Entrepôt Macdonald
L’entrepôt Macdonald est un ancien entrepôt situé sur le côté sud du boulevard Macdonald, dans le 19e arrondissement de Paris. À partir de 2010, il est en partie détruit et en partie reconverti pour faire place à des logements, bureaux et autres équipements.

## L’entrepôt
L'entrepôt, conçu par l’architecte Marcel Forest pour la société de fret Calberson, est achevé en 1970. Avec ses 617 mètres de long et son emprise au sol de 5,5 hectares, c'est l'un des plus grands bâtiments de Paris. L'entrepôt possède à l'intérieur de ses bâtiments une gare de marchandises, reliée par les lignes de la petite ceinture et de la Plaine à Pantin, cependant elle n'est plus utilisée depuis 1994, et est à l'abandon, son rôle avait été depuis substitué par la route. 

## La reconversion
En 2002, un quartier de 200 hectares situé dans le Nord-Est de Paris fait l'objet d'un grand projet de renouvellement urbain. Le projet doit aboutir à la création de logements et de bureaux, au renouvellement urbanistique et à l'amélioration des transports en commun dans le secteur. C'est dans ce contexte que ParisNordEst, une société contrôlée par la ville de Paris (via la SEMAVIP, une société d'économie mixte de Paris), la Caisse des dépôts et sa filiale Icade, acquiert l'entrepôt. L'année suivante, l'agence architecturale OMA est choisie pour mener à bien la reconversion du site.

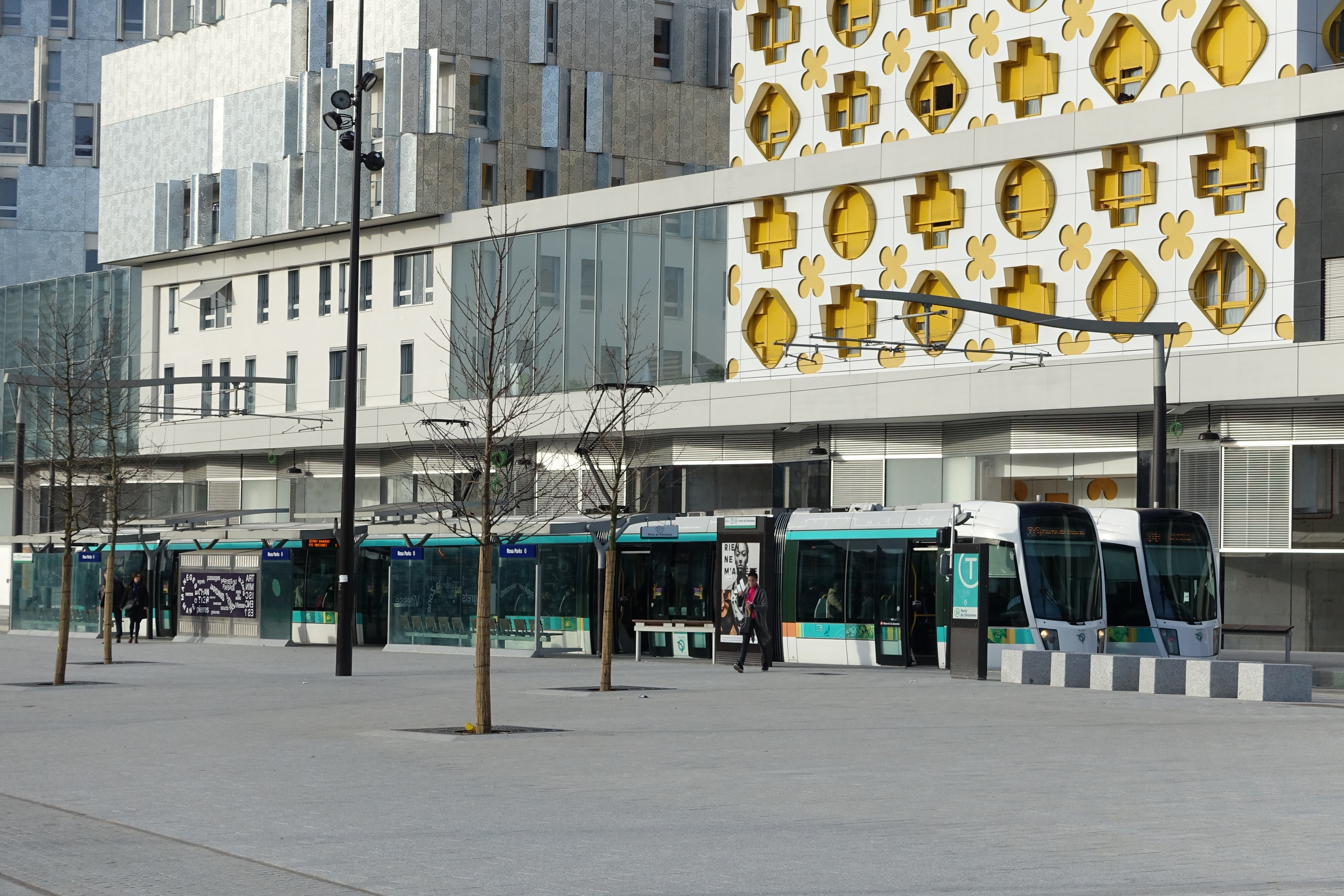
La nouvelle façade sud, au niveau de la station du tramway T3b Rosa Parks.

Plutôt que de le détruire, une reconversion d'ampleur est programmée. En effet, sa structure a été dimensionnée pour supporter une éventuelle surélévation. La hauteur du bâtiment est alors doublée, passant de 13 à 28 m. Cependant, le bâtiment est jugé trop large (80 m) pour permettre une luminosité suffisante et est donc partiellement éventré en son cœur pour créer des cours intérieures et des patios. Sa façade nord, donnant sur le boulevard Macdonald est préservée et reconstituée afin de maintenir une remarquable continuité horizontale de 617 m. En revanche, la façade sud, donnant autrefois sur les faisceaux ferroviaire de la Gare de l'Est et de la ligne de Petite Ceinture et désormais séparée de ceux-ci par la nouvelle rue Césária-Évora (qui avec le boulevard, délimite un îlot urbain constitué du seul entrepôt) est retravaillée afin de casser la monotonie et de permettre d'identifier plus facilement chaque programme. Pour les mêmes raisons, les surélévations donnant sur la façade sud sont réparties en différents immeubles « plots ».

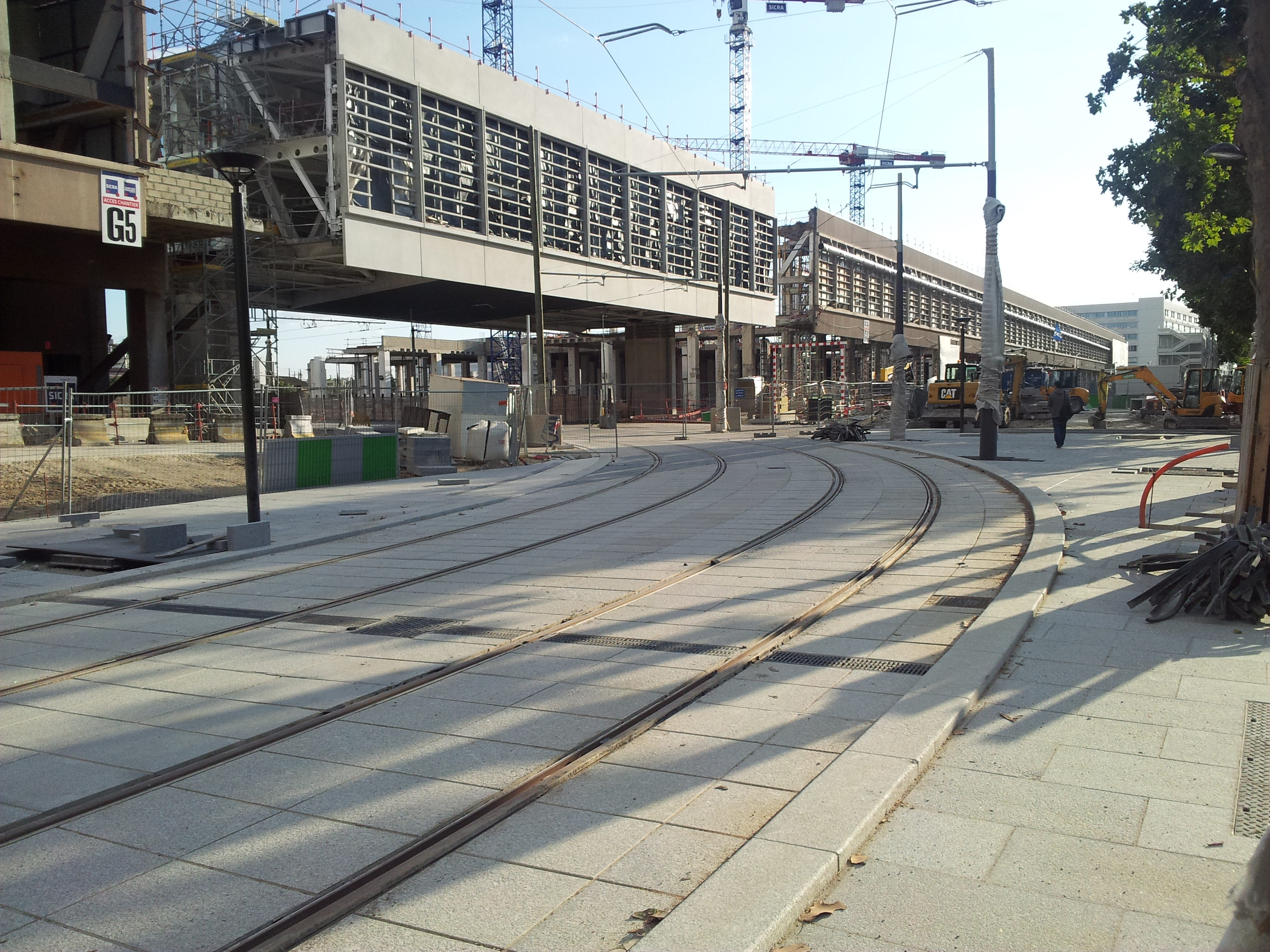
L'entrepôt Macdonald en 2012 : le passage Susan Sontag est percé à travers la structure et l'immeuble-pont construit par-dessus.

Afin de desservir le nouveau quartier, une nouvelle gare, la gare Rosa-Parks du RER E est implantée sur le faisceau ferroviaire de la Gare de l'Est et une correspondance avec le tramway T3b est également projetée. Celui-ci doit alors, afin de faciliter la correspondance, se rapprocher de la nouvelle gare et passer à travers l'immeuble qui est coupé en deux par une nouvelle voirie, nommée passage Susan Sontag, reliant le boulevard Macdonald et la rue Césária-Évora. La continuité de la façade nord est entièrement reconstituée alors même que le bâtiment est percé au droit de la nouvelle gare : un immeuble-pont d’une portée de 40 mètres est recréé au-dessus du passage,.
L'entrepôt est confié à quinze équipes d'architectes et est divisé en différents lots.
Le programme porte sur 167 000 m2 au total répartis en :
- un programme mixte de l’ordre de 150 000 m2 comprenant :
  - des logements  (50 % des surfaces, soit 1 128 unités)
  - des bureaux dont ceux de BNP Paribas et un incubateur d’entreprises géant, baptisé le Cargo,
  - des activités et commerces  dont 28 200 m2 SHON d’art de vivre, 2 550 m2 SHON de restauration et services, 1 750 m2 SHON d’alimentaire.
- un programme d’équipements publics, essentiellement scolaires et sportifs (dont le nouveau collège Suzanne Lacore), une crèche, un gymnase, une bibliothèque, le tout sur environ 17 000 m2
- environ 1 300 places de stationnement résidentiel et mutualisé,
- une esplanade le long du boulevard et une grande place publique en lien avec la gare Rosa-Parks.